# Aspalathus glabrescens
Aspalathus glabrescens är en ärtväxtart som beskrevs av Rolf Martin Theodor Dahlgren. Aspalathus glabrescens ingår i släktet Aspalathus och familjen ärtväxter. Inga underarter finns listade i Catalogue of Life.